# 貝塚市立南小学校
貝塚市立南小学校（かいづかしりつ みなみしょうがっこう）は、大阪府貝塚市にある公立小学校。略称は「南小」。

## 沿革
- 1873年5月 - 堺県日根郡王子村善正寺堂字に第三大学区第十七中学区第五十五番小学校が開校。
- 1880年9月 - 現在地を借用して校舎を新築し、泉南郡近木南尋常小学校へ改称。
- 1908年4月 - 南北近義村学校組合近木南尋常小学校へ改称。
- 1909年11月 - 近義南尋常小学校へ改称。
- 1912年 - 校舎を新築。
- 1922年8月 - 高等科を併設し、近義南尋常高等小学校へ改称。
- 1925年4月 - 隣接地を借用してグラウンドを拡張。
- 1927年4月 - 隣接地を借用してグラウンドを拡張。
- 1931年7月 - 町村合併に伴い、貝塚南尋常高等小学校へ改称。
- 1932年4月 - 高等科分離により、貝塚南尋常小学校へ改称。
- 1934年 - 校地を拡張。
- 1934年9月21日 - 室戸台風で校舎が損壊（全壊・半壊）。
- 1935年4月 - 講堂・校舎等の新改築工事竣工。
- 1941年4月 - 国民学校令により、貝塚南国民学校に改称。
- 1943年5月 - 市制施行により、貝塚市南国民学校へ改称。
- 1947年4月 - 学制改革により、貝塚市立南小学校へ改称。
- 1953年6月 - 校舎を増築。
- 1964年 - 校舎（棟番号9-1）建設[1]。
- 1969年 - 校舎（棟番号9-2）建設[1]。
- 1971年 - 校舎（棟番号9-3）建設[1]。
- 1975年 - 校舎（棟番号9-4）建設[1]。
- 1977年 - 校舎（棟番号7）建設[1]。
- 1979年 - 屋内運動場（棟番号12）建設[1]。
- 1981年 - 給食室（棟番号8）建設[1]。
- 1998年 - 校舎（棟番号15）建設[1]。
- 2006年 - 校舎（棟番号1）建設[1]。

## 通学区域
- 貝塚市[2]
  - 窪田（一部西小校区もあり）、王子、地藏堂（一部木島小、永寿小校区もあり）、堤、浦田（西小校区もあり）、澤（西小校区もあり）、橋本（一部中央小、木島小校区もあり）、石才（一部）、畠中（一部）

## 進学先中学校
- 貝塚市立第四中学校[2]

## 周辺
- 貝塚市立南幼稚園 - 同一敷地内で、かつ進級前幼稚園。
- 大阪府道30号大阪和泉泉南線
- 地蔵堂会館
- 丸山古墳
- 新池
- イオン貝塚店
- JR阪和線和泉橋本駅

## 交通アクセス
- JR西日本阪和線和泉橋本駅から、徒歩約295m・約5分（学校敷地から駅構内までは最短で百数十mほどだが、学校正門と駅入口との位置関係で遠回りとなる）。